# Monterrubio (Magdalena)
Monterrubio es un centro poblado del departamento del Magdalena, bajo jurisdicción del municipio de Sabanas de San Ángel.

## Historia
Inicialmente fue centro poblado de Pivijay. Hasta que en 2000 fue transferida bajo jurisdicción del nuevo municipio de Sabana de San Ángel.
Este centro poblado ha sido célebre por dos masacres propiciadas por las Autodefensas Unidas de Colombia, la primera el 1 de septiembre de 1996 y la segunda el 14 de diciembre de 1998, en esta última los paramilitares del Bloque Norte de las AUC llegaron al centro poblado Monterrubio y reunieron a todos los pobladores en la plaza central. Los ‘paras’ se hicieron pasar por guerrilleros y preguntaron a los habitantes quiénes estaban dispuestos a unirse a la guerrilla. Seis hombres levantaron la mano y fueron asesinados en el lugar.